# マッテオ・ダルミアン
マッテオ・ダルミアン（Matteo Darmian, 1989年12月2日 - ）は、イタリア・レニャーノ出身のサッカー選手。同国代表。セリエA・インテルナツィオナーレ・ミラノ所属。ポジションはDF（CB、RSB）、MF（RWB）。

## 生い立ち
ダルミアンはアルメニアにルーツを持つ家族の下に生まれ、レスカルディーナの大きな広場でUSOカルチョでコーチを務めていた父ジオヴァンニの手ほどきを受けながらサッカーを楽しんでいたが、ACミランのスカウトであり、元プロサッカー選手のゴールキーパーであったベニャミーノ・アバーテにその才能を見出された。

## クラブ経歴

### ACミラン
2000年にACミランのユースチームに加入し、2006年11月28日に行われたコッパ・イタリアのブレシア戦に後半からカハ・カラーゼと交代で出場し、16歳でトップチームデビューを飾ると、2007年5月19日に行われ、2-3で敗れたウディネーゼ・カルチョ戦に67分からジュゼッペ・ファヴァッリと交代で出場し、セリエAデビューを果たした。2007-08シーズンはプリマヴェーラでキャプテンを務め、コッパ・イタリアで1試合に出場し、翌シーズンはリーグ戦3試合に出場したが、ミランにおけるトップチームでの出場はこれが最後となった。

### パドヴァ
2009年7月17日、シーズン終了までのローン移籍で、セリエBに所属していたパドヴァに加入することになった。公式戦デビューはホームで敗れたヴィチェンツァ戦である。ダルミアンはリーグ戦20試合に出場し、1ゴールを挙げ、チームは19位に終わったが、プレイオフでトリエスティーナに勝利し、セリエB残留を果たした。

### パレルモ

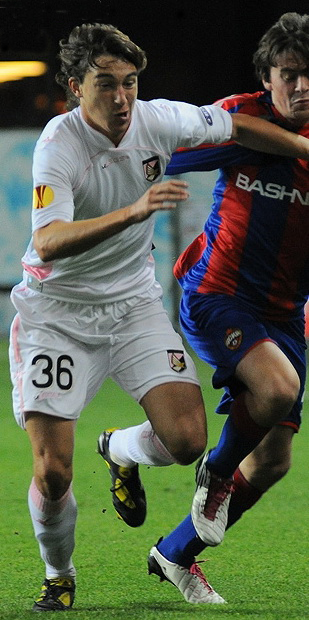
CSKAモスクワ戦でプレイするダルミアン（2010年）

2010年7月11日、オーストリアで行っているパレルモのプレシーズンキャンプに参加することが明らかとなり、後に共同保有という形で加入することでパレルモとミランはダルミアンの移籍について合意した。当初明らかとされていなかったが、翌日にパレルモは保有権を得るために80万ユーロを支払ったことを発表した。2010年9月16日に行われ、2-3で敗れたUEFAヨーロッパリーグのスパルタ・プラハ戦でデビューしたが、ダルミアンにとってUEFAの主催試合に出場することはこれが初めての経験となった。リーグ戦でのデビューは4戦目のユヴェントス戦であり、ハビエル・パストーレと交代で出場し、チームも3-1で勝利を挙げた。スターティングメンバーとして初めて出場したのは2011年2月6日に行われ4-2で勝利したレッチェ戦であるが、怪我により33分で交代となった。最終的にリーグとコッパ・イタリア、ヨーロッパリーグの試合を合わせ16試合の出場に終わった。

### トリノ
2011年6月23日にミランとパレルモは共同保有権を更新することで合意し、7月12日にはローンでセリエBに所属していたトリノに加入することになった。2011年8月13日、コッパ・イタリア2回戦のルメッツァーネ戦でデビューを果たし、10月30日、セリエBのエンポリ戦で初ゴールを記録し、チームも2-1で勝利を挙げた。11月13日のバーリ戦で負傷し、5試合を欠場することになったが、最終的にリーグ戦33試合に出場し、チームのセリエA昇格に貢献した。
2012年6月20日、パレルモは50万ユーロを支払い残り50%の保有権を得ると、7月5日にはトリノが82万5000ユーロを支払い、ダルミアンはパレルモとトリノの共同保有という形となった。2012-13シーズンはセリエAで30試合、コッパ・イタリアで2試合に出場すると、シーズン終了後の2013年6月20日にはトリノが150万ユーロを支払い、トリノが100%の保有権を得ることになった。
2013-14シーズンはセリエAで37試合に出場し、チームは7位につけると、パルマがUEFAライセンスを得られなかったため、トリノはヨーロッパリーグ出場権を獲得した。ダルミアンはチームメイトのチーロ・インモービレとともにセリエAのベストイレブンに選出され、2014年5月18日に行われ、2-2で引き分けたフィオレンティーナ戦でトリノでの100試合出場を達成した。
2014-15シーズンは2014年8月7日に行われたブロマポイカルナ戦でシーズン初ゴールを記録し、2試合合計7-0とヨーロッパリーグ予選3回戦突破に貢献した。リーグ戦では10月29日のパルマ戦で初ゴールを記録し、12月11日行われたヨーロッパリーグのコペンハーゲン戦でも再びゴールを挙げた。2015年2月26日、ヨーロッパリーグのアスレティック・ビルバオ戦では決勝ゴールを決め、歴史的な勝利に貢献し、クラブはラウンド16に進出した。最終的にリーグ戦とコッパ・イタリア、ヨーロッパリーグを合わせ47試合に出場し、5ゴールを記録した。

### マンチェスター・ユナイテッド
2015年7月11日、推定1270万ポンドの移籍金でマンチェスター・ユナイテッドへ移籍が決定し、ダルミアンは1年間の延長オプションの付いた4年間の契約を結んだ。2015年8月8日にオールド・トラッフォードで行われた開幕戦のトッテナム・ホットスパー戦でデビューを飾り、監督のルイ・ファン・ハールはダルミアンがその試合で最も良かったと話した。2015年9月10日には投票によりクラブの8月の月間最優秀選手に選ばれ、「ファンのみんなに選んでもらったことは大切なこと。彼らに感謝したいし、とても幸せです。私を歓迎してくれていると感じさせてくれたチームメートやクラブの人たちにも感謝をしている。」と、話した。

### パルマ
2019年9月1日、パルマ・カルチョ1913と契約した。

### インテル・ミラノ
2020年10月5日、パルマ・カルチョからインテル・ミラノへ買取義務付きのローン移籍が発表された。

## 代表経歴

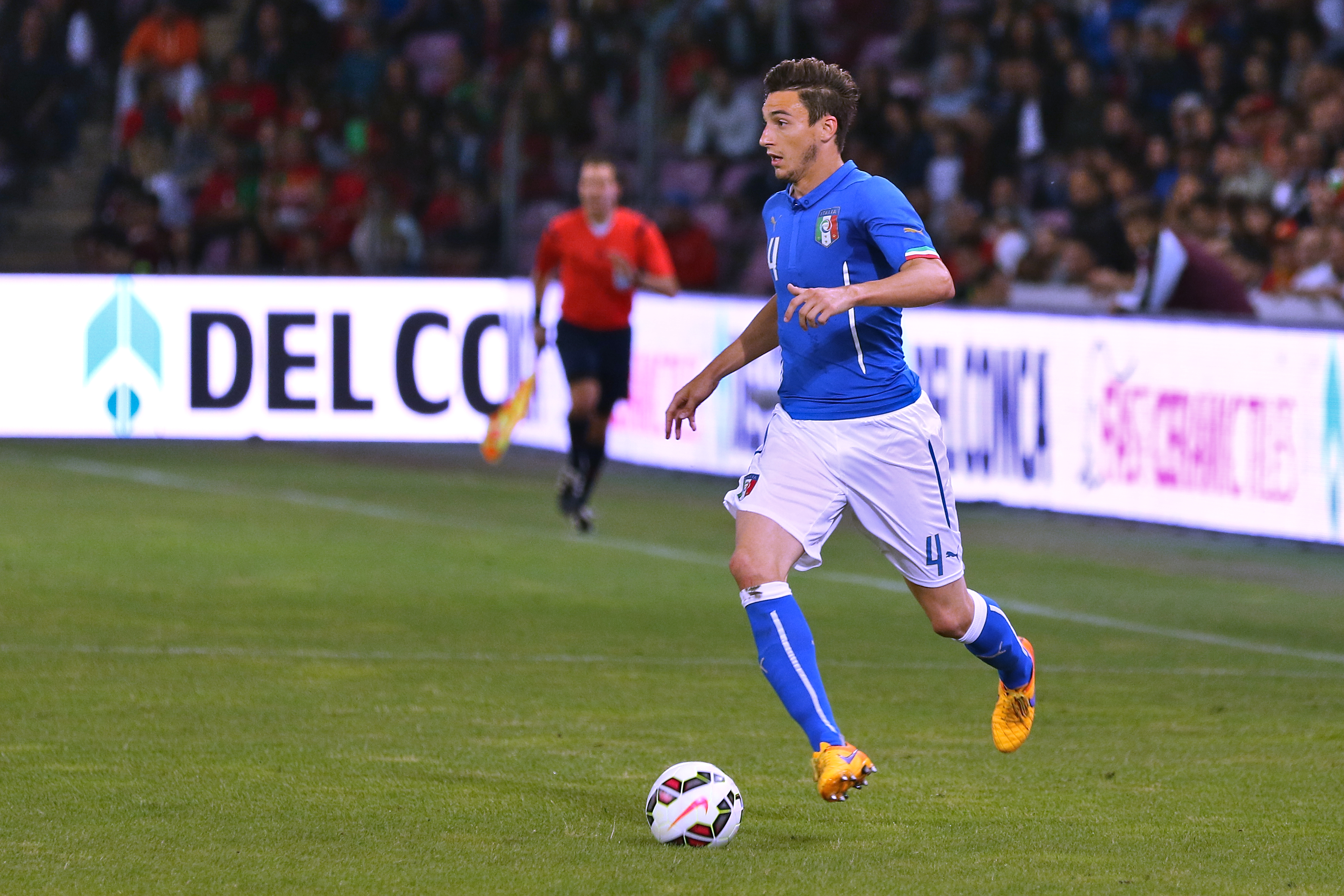
ポルトガル代表戦でプレイするダルミアン（2015年6月16日）

U-17とU-18の代表を経験した後の2008年7月、フランチェスコ・ロッカによりU-18代表に招集され、UEFA U-19欧州選手権2008では右サイドバックのレギュラーを務めた。2009年はU-20代表の一員として地中海競技大会にも出場し、U-20代表として通算7試合に出場した。2009年3月25日に行われ、2-2で引き分けたオーストリア代表戦でU-21代表デビューを果たした。2014年3月10日から12日にかけて、A代表の監督を務めていたチェーザレ・プランデッリが若手の底上げを目的とした合宿を行い、ダルミアンも招集を受け、4月14日から15日にかけて行われた2度目の合宿にも参加した。
トリノでの活躍が評価され、2014年5月13日に発表された2014 FIFAワールドカップに出場するイタリア代表候補30人に選ばれた。5月31日に行われ、0-0で引き分けたアイルランド代表戦に右サイドバックとして出場しA代表デビューを果たすと、翌日に発表されたワールドカップ出場メンバー23人に選出された。6月14日に行われた緒戦のイングランド代表にスターティングメンバーとして出場し、ワールドカップデビューを飾り、2戦目と3戦目にも出場したが、2試合ともに0-1で敗れ、グループリーグ敗退となった。
ワールドカップでイタリア代表はグループステージ敗退に終わったものの、ダルミアンの評価は高まり、アントニオ・カブリーニからは「イタリア代表のDFの要になる可能性を秘めている」と称賛された。2015年の初めには2014年のイタリア代表選手の中で最優秀選手に選出された。
2015年10月10日のUEFA EURO 2016予選、アゼルバイジャン戦で代表初得点を挙げた。
2018年3月27日に行われた国際親善試合イングランド戦のベンチ入りを最後に、代表から遠ざかることとなった。
しかし2023年3月には、5年ぶりに召集され代表復帰した。
2024年6月6日、UEFA EURO 2024のメンバーに選出された。3試合（内、途中出場1試合）に出場したが、チームはベスト16で敗退した。

## プレースタイル
センターバックとしてキャリアをスタートしたが、現在は右サイドを主戦場とするサイドバックとしてプレイしている。その攻守両面における活躍、戦術理解力の高さと運動量の多さによりアントニオ・カブリーニやパオロ・マルディーニと比較されている。2012-13シーズンにはヨーロッパのリーグランク上位5つのリーグに所属する選手の中で1試合平均最多となる5.3回のタックル数を記録した。

## 個人記録

### クラブ
2023-24シーズン終了時点
| クラブ                         | シーズン     | リーグ戦       | リーグ戦 | リーグ戦 | 国内カップ | 国内カップ | リーグカップ | リーグカップ | 国際大会 | 国際大会 | その他 | その他 | 合計 | 合計 |
| クラブ                         | シーズン     | ディビジョン   | 出場     | 得点     | 出場       | 得点       | 出場         | 得点         | 出場     | 得点     | 出場   | 得点   | 出場 | 得点 |
| ------------------------------ | ------------ | -------------- | -------- | -------- | ---------- | ---------- | ------------ | ------------ | -------- | -------- | ------ | ------ | ---- | ---- |
| ACミラン                       | 2006-07      | セリエA        | 1        | 0        | 1          | 0          | -            | -            | 0        | 0        | -      | -      | 2    | 0    |
| ACミラン                       | 2007-08      | セリエA        | 0        | 0        | 1          | 0          | -            | -            | 1        | 0        | 0      | 0      | 2    | 0    |
| ACミラン                       | 2008-09      | セリエA        | 3        | 0        | 0          | 0          | -            | -            | 0        | 0        | -      | -      | 3    | 0    |
| ACミラン                       | 通算         | 通算           | 4        | 0        | 2          | 0          | -            | -            | 1        | 0        | 0      | 0      | 7    | 0    |
| パドヴァ (loan)                | 2009-10      | セリエB        | 20       | 1        | 0          | 0          | -            | -            | -        | -        | 2      | 0      | 22   | 1    |
| パレルモ                       | 2010-11      | セリエA        | 11       | 0        | 1          | 0          | -            | -            | 4        | 0        | -      | -      | 16   | 0    |
| トリノFC                       | 2011-12      | セリエB        | 33       | 1        | 1          | 0          | -            | -            | -        | -        | -      | -      | 34   | 1    |
| トリノFC                       | 2012-13      | セリエA        | 30       | 0        | 2          | 0          | -            | -            | -        | -        | -      | -      | 32   | 0    |
| トリノFC                       | 2013-14      | セリエA        | 37       | 0        | 1          | 0          | -            | -            | -        | -        | -      | -      | 38   | 0    |
| トリノFC                       | 2014-15      | セリエA        | 33       | 2        | 1          | 0          | -            | -            | 13       | 3        | -      | -      | 47   | 5    |
| トリノFC                       | 通算         | 通算           | 133      | 3        | 5          | 0          | -            | -            | 13       | 3        | -      | -      | 151  | 6    |
| マンチェスター・ユナイテッドFC | 2015-16      | プレミアリーグ | 28       | 1        | 3          | 0          | 1            | 0            | 7        | 0        | -      | -      | 39   | 1    |
| マンチェスター・ユナイテッドFC | 2016-17      | プレミアリーグ | 18       | 0        | 2          | 0          | 2            | 0            | 7        | 0        | 0      | 0      | 29   | 0    |
| マンチェスター・ユナイテッドFC | 2017-18      | プレミアリーグ | 8        | 0        | 2          | 0          | 3            | 0            | 3        | 0        | 1      | 0      | 17   | 0    |
| マンチェスター・ユナイテッドFC | 2018-19      | プレミアリーグ | 6        | 0        | 1          | 0          | 0            | 0            | 0        | 0        | -      | -      | 7    | 0    |
| マンチェスター・ユナイテッドFC | 通算         | 通算           | 60       | 1        | 8          | 0          | 6            | 0            | 17       | 0        | 1      | 0      | 92   | 1    |
| パルマ                         | 2019-20      | セリエA        | 33       | 1        | 1          | 0          | -            | -            | -        | -        | -      | -      | 34   | 1    |
| パルマ                         | 2020-21      | セリエA        | 3        | 0        | 0          | 0          | -            | -            | -        | -        | -      | -      | 3    | 0    |
| パルマ                         | 通算         | 通算           | 36       | 1        | 1          | 0          | -            | -            | -        | -        | -      | -      | 37   | 1    |
| インテル (loan)                | 2020-21      | セリエA        | 26       | 3        | 3          | 0          | -            | -            | 4        | 1        | -      | -      | 33   | 4    |
| インテル                       | 2021-22      | セリエA        | 25       | 2        | 5          | 0          | -            | -            | 5        | 0        | 1      | 0      | 36   | 2    |
| インテル                       | 2022-23      | セリエA        | 31       | 1        | 5          | 1          | -            | -            | 11       | 0        | 1      | 0      | 48   | 2    |
| インテル                       | 2023-24      | セリエA        | 33       | 2        | 1          | 0          | -            | -            | 7        | 0        | 2      | 0      | 43   | 2    |
| インテル                       | 通算         | 通算           | 115      | 8        | 14         | 1          | -            | -            | 27       | 1        | 4      | 0      | 160  | 10   |
| キャリア通算                   | キャリア通算 | キャリア通算   | 379      | 14       | 31         | 1          | 6            | 0            | 62       | 4        | 7      | 0      | 485  | 19   |

## 代表歴

### 出場大会
- イタリア代表
  - 2014 FIFAワールドカップ
  - UEFA EURO 2024

### 試合数
- 国際Aマッチ 46試合 2得点（2014年 - ）[63][64]

| イタリア代表 | 国際Aマッチ | 国際Aマッチ |
| 年           | 出場        | 得点        |
| ------------ | ----------- | ----------- |
| 2014         | 9           | 0           |
| 2015         | 10          | 1           |
| 2016         | 8           | 0           |
| 2017         | 9           | 0           |
| 2023         | 5           | 1           |
| 2024         | 5           | 0           |
| 通算         | 46          | 2           |

## 獲得タイトル

### クラブ
マンチェスター・ユナイテッド
- FAカップ：2015-16
- FAコミュニティ・シールド：2016
- フットボールリーグカップ：2016-17
- UEFAヨーロッパリーグ：2016-17

インテル
- セリエA：2020-2021, 2023-24
- コッパ・イタリア：2021-22, 2022-23
- スーペルコッパ・イタリアーナ：2021-22, 2022-23, 2023-24

### 個人
- オスカル・デル・カルチョセリエAベストイレブン：2013-14